# Finn labdarúgó-szövetség
A Finn labdarúgó-szövetség (SPL/FBF) (finnül: Suomen Palloliitto; svédül: Finlands Bollförbund) a vezető labdarúgó-szervezet 
Finnországban. Ez szervezi a labdarúgó-bajnokságot, a Veikkausliigát, valamint a férfi és a női nemzeti csapatot. A szövetség székhelye Helsinkiben található.